# إبني ماو
إبني ماو هو شرير خارق في مارفل كومكس من ابتكار جوناثان هيكمان، ظهرت الشخصية لأول مرة في سبتمبر 2013.